# Monica Simpson
Monica Simpson es una activista y artista queer, lesbiana y afrodescendiente estadounidense, directora ejecutiva del SisterSong Women of Color Reproductive Justice Collective, la organización más grande de Estados Unidos dedicada a la justicia reproductiva para las mujeres negras.

## Trayectoria
Monica Raye Simpson creció en Wingate, Carolina del Norte, Estados Unidos. A menudo era la única niña negra en espacios como sus clases académicas, lo que, según ella, la inició en el camino hacia el activismo por los derechos de las mujeres y los negros.
Se licenció en comunicaciones en la Johnson C. Smith University, que es una HBCU (Escuelas y Universidades históricamente negras por sus siglas en inglés), donde promovió los derechos LGBTQ dentro y fuera del campus. Tras graduarse, se convirtió en Directora de Operaciones y fue la primera persona negra en el Centro Comunitario de Lesbianas y Gays de Charlotte. Simpson cofundó la Celebración del Orgullo Gay Negro de Charlotte, por la que recibió premios de la Coalición Nacional por la Justicia Negra y la Coalición de Derechos Humanos (Humanos).
En 2010, Simpson se mudó a Atlanta, Georgia, donde se convirtió en coordinadora de desarrollo del Colectivo de Justicia Reproductiva de Mujeres de Color SisterSong, la organización nacional multiétnica que lanzó el movimiento de justicia reproductiva para las mujeres negras en los Estados Unidos. Ascendió a coordinadora adjunta en 2011, convirtiéndose en directora ejecutiva interina en 2012 y en directora ejecutiva en 2013.
En 2014, testificó en Ginebra ante el Comité de las Naciones Unidas para la Eliminación de la Discriminación Racial, presentando un Contraescrito creado conjuntamente por SisterSong, el Centro de Derechos Reproductivos (CRR) y el Instituto Nacional Latino para la Salud Reproductiva. El informe afirmaba que Estados Unidos, al no abordar su crisis de mortalidad materna entre personas de raza negra, estaba violando un tratado internacional de derechos humanos. El comité adoptó todas las recomendaciones del informe y pidió a Estados Unidos "eliminar las disparidades raciales en el campo de la salud sexual y reproductiva y estandarizar el sistema para recopilar datos sobre muertes maternas e infantiles en todos los estados para identificar y abordar eficazmente las causas de las disparidades en las tasas de mortalidad materna e infantil. Después de crear el Contra Informe, SisterSong y CRR cofundaron Black Mamas Matter para abordar la mortalidad materna de las personas de raza negra. En 2016, se independizó como Black Mamas Matter Alliance, y Simpson continuó sirviendo como miembro del Comité Directivo y luego en el consejo asesor.
En 2014, Simpson creó Artists United for Reproductive Justice (Artistas Unidos por la Justicia Reproductiva), el primer programa que facilita a artistas negras la creación de obras de arte diseñadas para ayudar a cambiar la cultura estadounidense hacia la justicia reproductiva.
En 2016, Simpson fue una de las dos primeras líderes de justicia reproductiva en hablar ante el Comité de Redacción de la Plataforma de la Convención Nacional Demócrata, que incluyó la derogación de la Enmienda Hyde en la Plataforma por primera vez.
Ha aparecido en producciones teatrales como For the Love of Harlem, Words the Isms, Walk Like a Man, The Vagina Monologues y For Colored Girls. En 2015, lanzó su álbum debut, Revolutionary Love: The Live Recording. También ha actuado en eventos a nivel nacional, como el canto del Himno Nacional y el Himno Nacional Negro para la marcha y manifestación anual del Martin Luther King Jr. en Atlanta, Georgia.

## Reconocimientos
En 2014, fue nombrada una de las Nuevas Líderes de Derechos Civiles por la revista Essence. En 2015, Hands Up United la reconoció como una de las 14 mujeres afroamericanas que avanzaron en la lucha por los derechos civiles y la igualdad de género y fue una de las 99 Dream Keepers de la Planned Parenthood Federation of America. En 2016, la revista The Advocate la nombró entre los 40 principales líderes menores de 40 años. En 2018, recibió el premio Ms. Foundation Gloria y fue reconocida nuevamente como una Planned Parenthood Dream Keeper. En diciembre de 2021 fue incluida en la lista de las 100 mujeres de la BBC.